# Долэн, Жозе
Луи́ Жозе́ Люсье́н Долэ́н (фр. Louis José Lucien Dolhem; 26 апреля 1944, Париж — 16 апреля 1988, Сент-Этьен) — французский автогонщик, участник чемпионата мира по автогонкам в классе «Формула-1».

## Биография
Сводный брат гонщика «Формулы-1» Дидье Пирони (в некоторых источниках иногда ошибочно указывается как двоюродный брат). Дебютировал в гонках в 1964 году, выступая на автомобиле «Лотус-7», но под влиянием семьи оставил гонки и сосредоточился на учёбе. После окончания в 1969 году университета, где он учился по специальности «машиностроение и экономика», Долэн вернулся в гонки. В 1970 году он принял участие в гонке «Формулы-3» на автодроме «Поль Рикар», в 1971 году выступил за команду Фрэнка Уильямса в гонке «Формулы-2» в Бразилии.
С 1971 по 1979 годы без особого успеха стартовал в европейском чемпионате «Формулы-2» (лучший результат — третье место в гонке на Зальцбургринге в 1974 году). В 1974 году участвовал в трёх Гран-при чемпионата мира «Формулы-1», дважды не прошёл квалификацию, на последнем этапе чемпионата в США прошёл квалификацию, в гонке прекратил участие на 25 круге после известия о гибели напарника по команде Хельмута Койнигга в аварии, произошедшей на 9 круге гонки. В 1975 году получил травму шеи, катаясь на лыжах.
В 1988 году погиб в авиакатастрофе около города Сент-Этьен.

## Результаты гонок в Формуле-1
| Легенда к таблице |                                                                    |
| --- | ------------------------------------------------------------------ |
| В таблице перечислены результаты всех Гран-при Формулы-1, в которых принимал участие гонщик. Строками таблицы являются сезоны, столбцами — этапы чемпионата мира. В каждой клетке указаны сокращённое название этапа и результат, дополнительно обозначенный цветом. Расшифровка обозначений и цветов представлена в нижеследующей таблице. |                                                                    |
| \| Пример \| Описание \| \| ------------ \| ------------------------------------------------------------------ \| \| 1 \| Победитель \| \| 2 \| Второе место \| \| 3 \| Третье место \| \| 5 \| Финишировал, заработав очки \| \| Сход \| Не финишировал, но при этом заработал очки \| \| 12 \| Финишировал, не получив очков \| \| НКЛ \| Финишировал, но не попал в финальную классификацию \| \| 15 \| Участвовал вне зачёта, либо по отдельной классификации \| \| 18 \| Не финишировал, но попал в финальную классификацию \| \| Сход \| Не финишировал \| \| НКВ \| Не прошёл квалификацию \| \| НПКВ \| Не прошёл предквалификацию \| \| ДСК \| Дисквалифицирован \| \| ИСК \| Исключён из протокола соревнований \| \| ТТ \| Заявлен для участия только в тренировках \| \| НС \| Участвовал в квалификации, но не стартовал в гонке \| \| Т \| Травмирован или болен \| \| ОТК \| Отказ от участия \| \| НТР \| Прибыл на соревнования, но на трассу не выезжал \| \| НПР \| Был заявлен в числе участников, но не прибыл к началу соревнований \| \| О \| Соревнования отменены \| \| \| Не участвовал \| \| Поул-позиция \| \| \| Быстрый круг \| \| |                                                                    |
| Пример | Описание                                                           |
| 1 | Победитель                                                         |
| 2 | Второе место                                                       |
| 3 | Третье место                                                       |
| 5 | Финишировал, заработав очки                                        |
| Сход | Не финишировал, но при этом заработал очки                         |
| 12 | Финишировал, не получив очков                                      |
| НКЛ | Финишировал, но не попал в финальную классификацию                 |
| 15 | Участвовал вне зачёта, либо по отдельной классификации             |
| 18 | Не финишировал, но попал в финальную классификацию                 |
| Сход | Не финишировал                                                     |
| НКВ | Не прошёл квалификацию                                             |
| НПКВ | Не прошёл предквалификацию                                         |
| ДСК | Дисквалифицирован                                                  |
| ИСК | Исключён из протокола соревнований                                 |
| ТТ | Заявлен для участия только в тренировках                           |
| НС | Участвовал в квалификации, но не стартовал в гонке                 |
| Т | Травмирован или болен                                              |
| ОТК | Отказ от участия                                                   |
| НТР | Прибыл на соревнования, но на трассу не выезжал                    |
| НПР | Был заявлен в числе участников, но не прибыл к началу соревнований |
| О | Соревнования отменены                                              |
| | Не участвовал                                                      |
| Поул-позиция |                                                                    |
| Быстрый круг |                                                                    |

| Сезон | Команда                     | Шасси        | Двигатель | Ш | 1   | 2   | 3   | 4   | 5   | 6   | 7   | 8   | 9       | 10  | 11  | 12  | 13      | 14  | 15       | Место | Очки |
| ----- | --------------------------- | ------------ | --------- | - | --- | --- | --- | --- | --- | --- | --- | --- | ------- | --- | --- | --- | ------- | --- | -------- | ----- | ---- |
| 1974  | Bang & Olufsen Team Surtees | Surtees TS16 | Cosworth  | F | АРГ | БРА | ЮАР | ИСП | БЕЛ | МОН | ШВЕ | НИД | ФРА НКВ | ВЕЛ | ГЕР | АВТ |         |     |          | -     | 0    |
| 1974  | Team Surtees                | Surtees TS16 | Cosworth  | F |     |     |     |     |     |     |     |     |         |     |     |     | ИТА НКВ | КАН | США Сход | -     | 0    |